# جيم بيترز (عداء مراثوني)
جيم بيترز (بالإنجليزية: Jim Peters) (و. 1918 – 1999 م) هو عداء مراثوني، ومنافس ألعاب قوى من المملكة المتحدة، والمملكة المتحدة لبريطانيا العظمى وأيرلندا، ولد في حي هكني في لندن، شارك في الألعاب الأولمبية الصيفية 1952، والألعاب الأولمبية الصيفية 1948، توفي عن عمر يناهز 81 عاماً.

## روابط خارجية
- جيم بيترز على موقع الاتحاد الدولي لألعاب القوى (الإنجليزية)
- جيم بيترز على موقع اللجنة الأولمبية الدولية (الإنجليزية)
- جيم بيترز على موقع أوليمبيديا (الإنجليزية)
- جيم بيترز على موقع اللجنة الأولمبية البريطانية (الإنجليزية)